# Salvelinus perisii
Salvelinus perisii es una especie de pez de la familia Salmonidae en el orden de los Salmoniformes.

## Hábitat
Vive en zonas de  aguas dulces templadas (54°N-53°N, 5°W-4°W).

## Distribución geográfica
Se encuentra en el Reino Unido.